# 시부사와 사료관

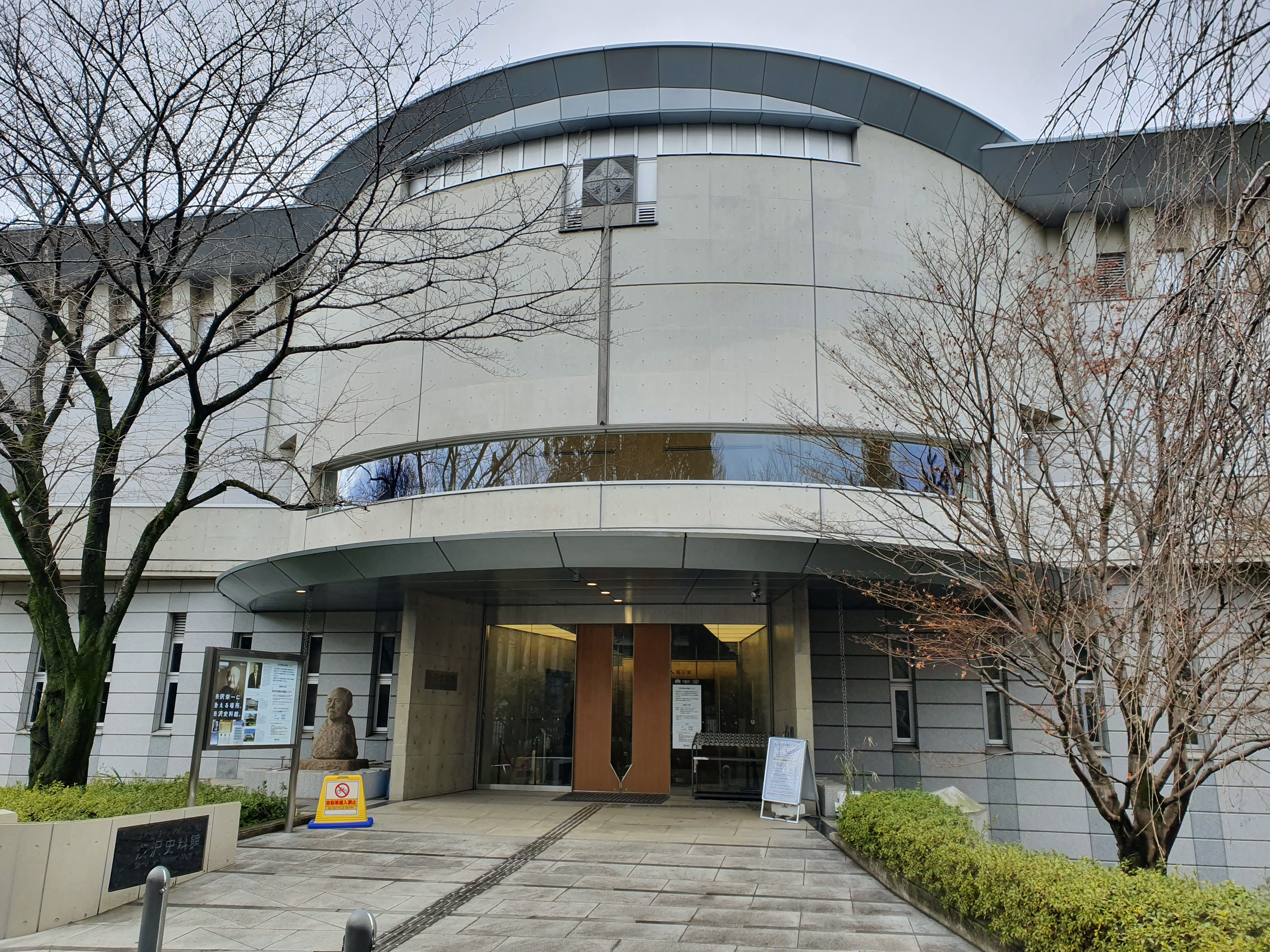

시부사와 사료관(일본어: 渋沢史料館 시부사와시료칸[*])은 일본 도쿄도 기타구 니시가하라에 위치한 박물관으로, 시부사와 에이이치의 생애와 업적에 관한 박물관이다. 아스카야마 공원 내에 위치하고 있으며, 중요문화재로 등록되어 있다.